# Representation (arbetsliv)
Representation är i dagligt tal ett samlingsbegrepp för vissa konkreta tecken på uppskattning som personer inom en organisation mottar från eller visar andra personer. Uppskattningen brukar ta formen av gemensamma restaurangbesök eller evenemang, ibland i kombination med presentartiklar.
Man skiljer mellan det vanligare extern representation mellan organisationer, och intern representation inom en organisation.

## Sverige
I Sverige regleras representation i flera olika lagar, så som skattelagstiftningen, mervärdesskattelagen och korruptionslagstiftningen.
Representationsmåltider (lunch, middag, supé och annan förtäring) är inte avdragsgilla. Utgifter för förfriskningar och enklare förtäring av mindre värde är dock avdragsgilla. Exempel på sådan förtäring är enligt Skatteverket kaffe, te, alkoholfri dryck, kakor, bullar, frukt och en enklare smörgås som inte ersätter en måltid. Enligt Skatteverket är ett skäligt avdrag för sådan förtäring högst 60 kr + moms per person. Om beloppet överstiger 60 kr plus moms får något avdrag inte göras alls enligt Skatteverket.
Moms får däremot lyftas på utgifter upp till 300 kr (exklusive moms) per person för måltider eller liknande förtäring i samband med representation eller liknande ändamål. Förutsättningen är dock att utgiften inte överstiger vad som kan anses skäligt. Reglerna gäller oavsett om det är fråga om intern eller extern representation.
Utgifter för annan representation, t ex teater, greenfee, gåvor m m är till viss del avdragsgilla. För sådana utgifter är det möjligt att göra avdrag med 180 kr per person, plus moms.
Om det gäller en aktivitet där flera tjänster samt måltider ingår, måste den del som avser måltider brytas ut och hanteras som ej avdragsgill kostnad.
Representationen måste styrkas med kvitton, personer och företag.